# Prijezda II
Prijezda II était un ban de Bosnie. Il a régné seul entre 1287 et 1290 puis avec son frère Étienne Ier Kotroman. Vassal du Royaume de Hongrie, il était un des fils du ban Prijezda Ier. 
Après que son père se fut retiré du pouvoir en 1287, il s'est partagé la Bosnie avec son frère, lui-même contrôlant l'ouest de la région. Il mourut en 1290 et ses terres revinrent à son fère Kotroman.